# Окуневское (Курганская область)
Окуневское — село в Каргапольском районе Курганской области. Являлось административным центром Окуневского сельсовета. С 3 апреля 2019 года в составе Долговского сельсовета были включены все населённые пункты упразднённых Окуневского и Соколовского сельсоветов.

## Географическое положение
Расположено на левом (западном) берегу реки Миасс, примерно в 28 км (35 км по автодороге) к юго-западу от районного центра посёлка Каргаполье; в 80 км (120 км по автодороге) к северо-западу от города Кургана.

### Часовой пояс
Окуневское, как и вся Курганская область, находится в часовой зоне МСК+2. Смещение применяемого времени относительно UTC составляет +5:00.

## История
Средне-Миясская Окуневская слобода (также именовавшаяся острогом) основана в 1676 году. Основатель — крестьянин Киргинской слободы Тихон Кириллов сын Сосновский. Вскоре «из слободчиков был оставлен» и на его место заступил киргинский крестьянин Иван Дементьев сын Качюсов. К моменту проведения переписи в 1683 году в Окуневской слободе оброчных крестьян значилось двадцать пять дворов, два двора, в которых жили беломестные казаки, двор воротника и два двора захребетников. Всего тридцать дворов. В новую слободу они переселялись из Казанского, Кунгурского, Кеврольского, Соликамского, Важского и Тобольского уездов. Окуневская слобода была административным центром Окуневского дистрикта.
В 1737 году были отделены от Тобольского уезда Сибирской губернии, три дистрикта: Шадринский, Исетский и Окуневский, и была создана Исетская провинция, находившаяся под ведением Оренбургской экспедиции.
До революции село было административным центром Окуневской волости Челябинского уезда Оренбургской губернии.
В конце июня — начале июля 1918 года установлена белогвардейская власть. В начале августа 1919 года восстановлена Советская власть.
В 1924 году образован Окуневский сельсовет.
В годы Советской власти жители работали в колхозе «Сталинский путь», затем в колхозе «Урал».

## Церковь

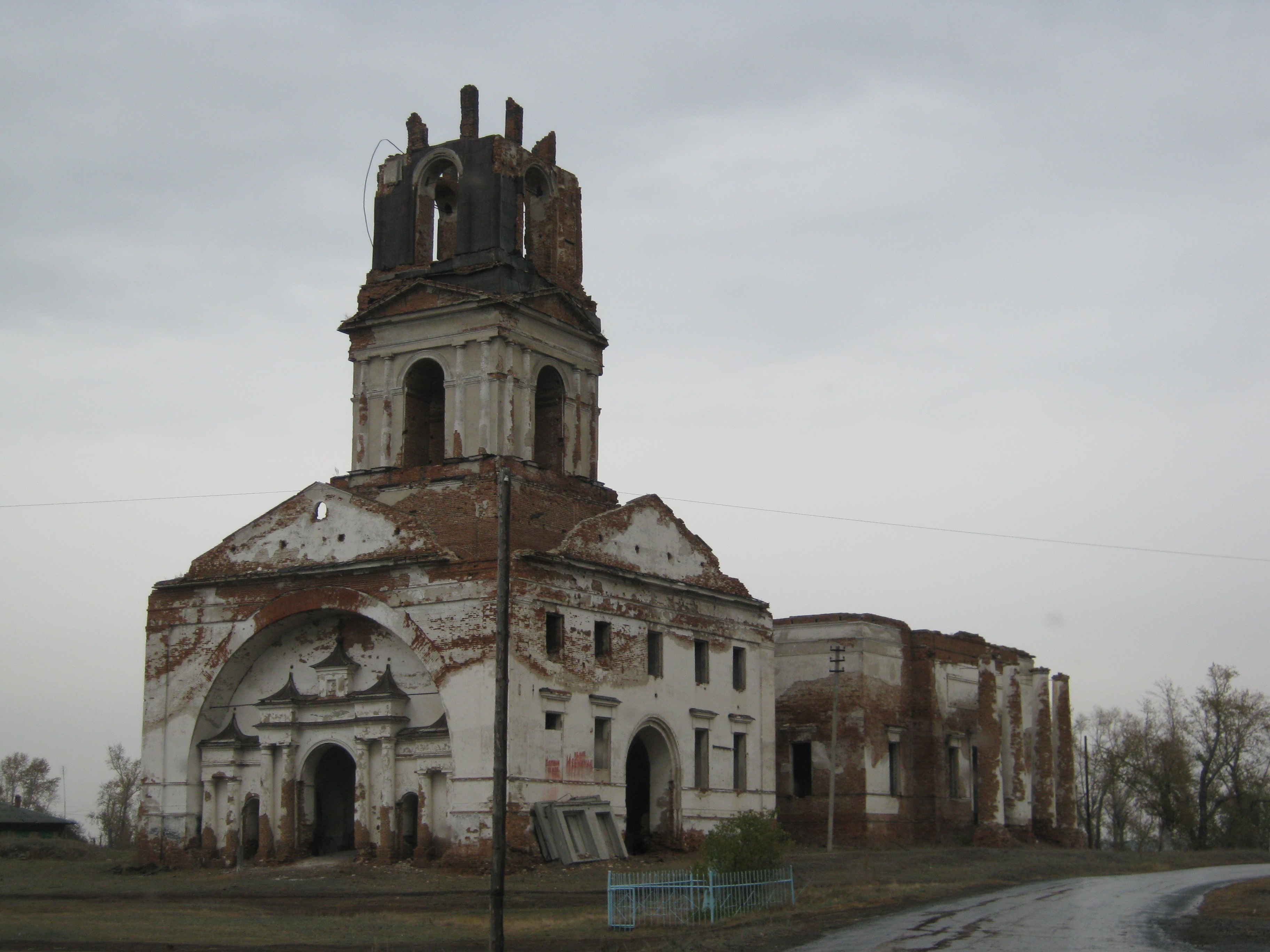
Церковь Сретения Господня.

Церковь Сретения Господня построена в конце XVII века. В начале XIX века построен кирпичный храм в стиле классицизма. Основной односветный объем с боковыми четырехколонными портиками завершался декоративным барабаном под куполом. С запада к церкви примыкает колокольня, состоявшая из массивного двухъярусного основания со стоящей на нем трехъярусной звонницы. В годы Советской власти закрыт. Заброшенная церковь ныне находится в аварийном состоянии. Высота церкви до обрушения верхнего яруса колокольни в 1997 году составляла 86 метров. Декоративный барабан и купол сгорели от удара молнии в 2001 году.

## Население
| 1710 | 1866 | 1892 | 1901 | 1916 | 1921  | 1926 |
| ---- | ---- | ---- | ---- | ---- | ----- | ---- |
| 289  | ↗636 | ↗845 | ↗876 | ↗979 | ↗1003 | ↘986 |
| 1989 | 2002 | 2010 |      |      |       |      |
| ↘332 | ↘325 | ↘314 |      |      |       |      |

На 2010 год население составляло 314 человек.
Национальный состав
- По данным переписи населения 2002 года проживало 325 человека, из них русские — 98 %.
- По данным переписи 1926 года проживало 986 человек, из них русские — 980 чел., белорусы — 3 чел..

## Общественно-деловая зона
В 1970-е годы Б.Н. Козельчук создал мемориальный ансамбль: скульптура солдата на постаменте. Рядом установлена стена, на которой прикреплены плиты с фамилиями погибших в Великой Отечественной войне.